# Ліберальна демократія Словенії
Ліберальна демократія Словенії або ЛДС (словен. Liberalna demokracija Slovenije, LDS) — ліберальна політична партія Словенії. Лідер партії — Катаріна Кресала.
Партія є членом Альянсу лібералів і демократів за Європу та входить до Ліберального інтернаціоналу.

## Історія
Партія була заснована в 1989 році як ліберальне крило Союзу соціалістичної молоді Словенії під ім'ям Ліберально-демократична партія. Входила в правлячі коаліції з 1992 по 2004.
У 1994 році злилася з Демократичною партією Словенії (DSS), Соціалістичною партією Словенії (SSS) і з Зеленими-екологічною соціальною партією (ZESS), в результаті чого партія отримала сучасну назву.

## Європарламент
Згідно виборів 2009 року, партія представлена в Європарламенті 1 депутатом.